# Dichonioxa
Dichonioxa là một chi bướm đêm thuộc họ Noctuidae.